# Zodarion styliferum extraneum
Zodarion styliferum là một phân loài nhện trong họ Zodariidae.
Loài này thuộc chi Zodarion. Zodarion styliferum extraneum được J. Denis miêu tả năm 1935.

## Hình ảnh

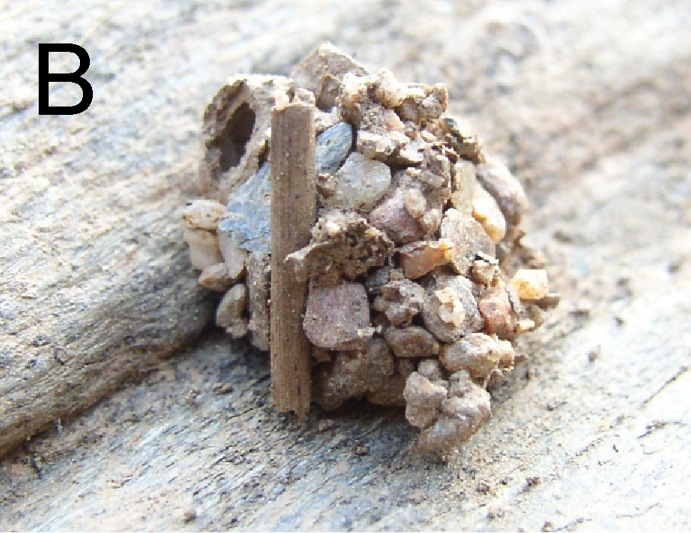
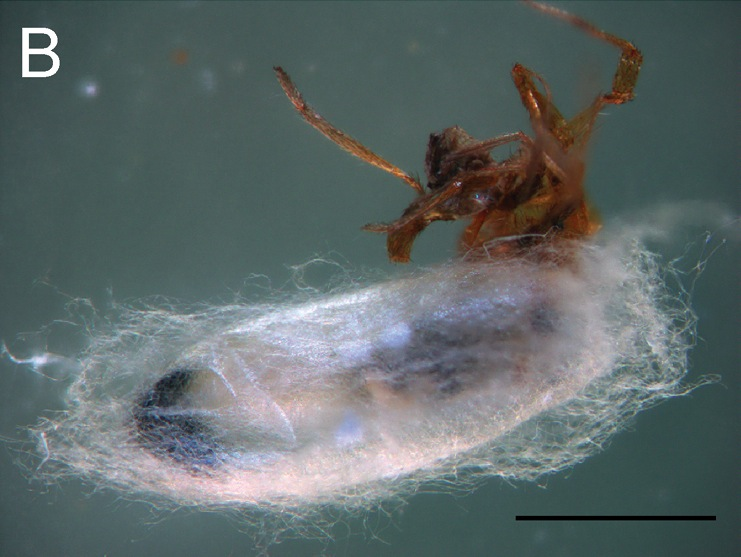
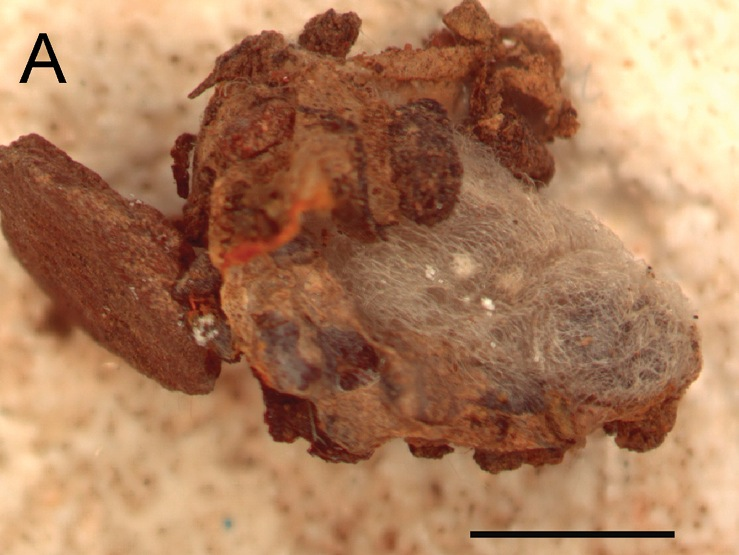